# Белоншан
Белоншан (фр. Belonchamp) насеље је и општина у источној Француској у региону Франш-Конте, у департману Горња Саона која припада префектури Лир.
По подацима из 2011. године у општини је живело 234 становника, а густина насељености је износила 34,06 становника/km². Општина се простире на површини од 6,87 km². Налази се на средњој надморској висини од 342 метара (максималној 680 m, а минималној 334 m).

## Демографија
| 1962. | 1968. | 1975. | 1982. | 1990. | 1999. | 2011. |
| ----- | ----- | ----- | ----- | ----- | ----- | ----- |
| 358   | 320   | 262   | 254   | 238   | 202   | 234   |

График промене броја становника у току последњих година